# ديلروي كلارك
ديلروي كلارك (بالإنجليزية: Delroy Clarke)‏ هو لاعب كرة قدم كندية كندي وجامايكي، ولد في 29 ديسمبر 1982 في كينغستون في جامايكا.